# Boska komedia (film)
Boska komedia (port. A Divina Comédia) – portugalsko-francusko-szwajcarski dramat filmowy z 1991 roku w reżyserii Manoela de Oliveiry.

## Fabuła
Alegoryczna opowieść o pacjentach szpitala psychiatrycznego, którym wydaje się, że są znanymi postaciami biblijnymi, historycznymi i literackimi. Odgrywają więc rozmaite role: Adama i Ewy, Soni i Raskolnikowa, filozofa i proroka, Alioszy i Iwana Karamazowa, Jezusa, Łazarza, faryzeusza, Marty, Maryi czy św. Teresy z Ávila. Recytują też Boską komedię Dantego.

## Inspiracje
Pisząc scenariusz filmu, de Oliveira inspirował się tekstami Fiodora Dostojewskiego (Zbrodnia i kara i Bracia Karamazow), Fryderyka Nietschego (postać Antychrysta) oraz José Régio. Obraz ten to szczególna refleksja historyczna, która nie łączy się bezpośrednio z dziełem Dantego. Według słów reżysera, tytuł został wybrany przede wszystkim ze względu na ironiczną konotację.

## Obsada
- Maria de Medeiros – Sonia
- Miguel Guilherme – Raskolnikow
- Luís Miguel Cintra – prorok
- Mário Viegas – filozof
- Leonor Silveira – Ewa
- Diogo Dória – Iwan
- Paulo Matos – Jezus
- José Wallenstein – Aliosza
- Ruy Furtado – reżyser
- Carlos Gomes – Adam
- Luís Lima Barreto – faryzeusz
- Laura Soveral – Elena Iwanowna
- Júlia Buisel – Maria
- Cremilda Gil – Isabel Iwanowna
- Miguel Yeco – Łazarz
- Maria João Pires – Marta[4][5]

## Produkcja
Zdjęcia kręcono w różnych lokalizacjach na terenie Portugalii.

## Nagrody i nominacje
Film zdobył Nagrodę Specjalną Jury, czyli drugie pod względem znaczenia wyróżnienie w konkursie głównym, na 48. MFF w Wenecji.